# Eleusine
Eleusine és un gènere de plantes de la subfamília de les cloridòidies, família de les poàcies, ordre de les poals, subclasse de les commelínides, classe de les liliòpsides, divisió dels magnoliofitins. Inclou les següents espècies
- Eleusine africana a Àfrica (des de Sud-àfrica a Egipte i Senegal), Madagascar, Comores, Sinaí, Aràbia Saudita, Iemen, Oman
- Eleusine coracana tropical Àfrica ; naturalitzada a parts d'Àsia (Aràbia, Índia, Xina, Japó, Indonèsia, etc.), Austràlia Occidental, Fiji, Micronèsia, etc.
- Eleusine floccifolia a Eritrea, Etiòpia, Somàlia, Iemen
- Eleusine indica a Àsia, Àfrica, Papuàsia; naturalitzada al Mediterrani, Austràlia, Amèrica, i diverses illes
- Eleusine intermedia a Kenya, Etiòpia
- Eleusine jaegeri a Kenya, Etiòpia, Tanzània, Uganda
- Eleusine kigeziensis a Etiòpia, Uganda, Zaire, Rwanda, Burundi
- Eleusine multiflora a Kenya, Etiòpia, Tanzània, Eritrea, Iemen, Aràbia Saudita; naturalitzada in Sud-àfrica, Mèxic, Lesotho
- Eleusine semisterilis a Kenya
- Eleusine tristachya a Brasil, Bolívia, Paraguai, Uruguai, Argentina, Xile incloent les illes de Juan Fernández

Abans s'hi inclogueren diverses espècies reclassificades als gèneres Acrachne, Aeluropus, Chloris, Coelachyrum, Dactyloctenium, Dinebra, Disakisperma, Eragrostis, Harpochloa, Leptochloa Ochthochloa, Sclerodactylon, Uniola i Wangenheimia.